# Stainburn (Kumbria)
Stainburn – osada w Anglii, w Kumbrii, w dystrykcie (unitary authority) Cumberland. Leży 46,6 km od miasta Carlisle i 417,6 km od Londynu. W 2011 miejscowość liczyła 1694 mieszkańców.